# Verraco de Chamartín
El verraco de Chamartín es una escultura de toro en piedra de origen vetón (datada alrededor del siglo III a. C.) localizada en la localidad española de Chamartín de la Sierra, en la provincia de Ávila (Castilla y León). Proviene originalmente del Castro de la Mesa de Miranda. Sita en la actualidad en una plaza de la localidad, la escultura —que mide 189 cm de longitud— carece de hocico, y las extremidades se encuentran partidas por encima de la rodilla. En la cabeza se advierte marcada la oreja izquierda. La papada está diferenciada del cuello y disminuye progresivamente de espesor, con un perfil rectilíneo. En la grupa se aprecia el rabo, que se vuelve sobre el anca izquierda y termina en el dorso. En la cara inferior destacan los testículos y el pene. En las extremidades están marcados los antebrazos anterior y posterior. El pedestal es semiligero de soporte central.